# 1000 Piazzia
(1000) Piazzia is een planetoïde uit de planetoïdengordel, die in 1923 werd ontdekt door Karl Wilhelm Reinmuth. Het was destijds de 1000e planetoïde die genummerd werd. De planeet is vernoemd naar Giuseppe Piazzi, die de eerste dwergplaneet (Ceres) ontdekte.
De radius van de planetoïde is 24 kilometer. De planetoïde heeft een rotatie van 9.47 uur.
Piazzia komt van alle planeten het dichtst in de buurt van Mars.